# Ярмуллин, Азат Шакирьянович
Азат Шакирьянович Ярмуллин (баш. Ярмуллин Азат Шакирйән улы; род. 4 ноября 1975, Верхнесалимово, Зилаирский район) — башкирский историк, журналист, корреспондент журнала «Шонкар», член Союза журналистов (2004).

## Биография
Родился в 1975 году в башкирской деревне Верхнесалимово, Зилаирского района.
В 1998 году окончил Башкирский государственный университет. С 2000 года редактор студии радиовещания, с 2001 студии ГТРК Башкортостан.
С апреля 2002 года является корреспондентом журнала «Тамаша», газеты «Киске Уфа» с ноября того же года. С 2003 года корреспондентом — газеты «Йэшлек».
С 2006 и с 2015 года является главным специалистом исполком Всемирного курултая башкир. С 2007 года заведующим отделом научного издания Башкирская энциклопедия, с 2012 года заместителем гендиректора, с 2014 года заместителем главного редактора энциклопедических изданий.
С 2016 года директор Книжной палаты Республики Башкортостан, с 2018 года начальник отдела Национального архива Республики Башкортостан.

## Книги
Известен, как автор книг и научно-публицистических статей на военно-историческую тематику.
- «Под флагом автономного Башкортостана. Краткие биографические очерки об активистах башкирского национально-освободительного движения» (2009)[2]
- «Башкортостан на переломе эпох» (2021)

## Награды и премии
- Лауреат премии имени Шагита Худайбердина (2010)[3]